# Tololoche
Le tololoche est un instrument de la famille des contrebasses qui est principalement utilisé dans la musique traditionnelle du Mexique et dans la musique régionale mexicaine moderne. Il possède, en général, quatre cordes, se joue sans archet et se pince avec les doigts ou en utilisant la technique du « pizzicato ».

## Étymologie
Le mérite de la première tentative d'établir une étymologie du mot « tololoche » revient au philologue Cecilio Agustín Robelo (es), dans son Diccionario de Aztequismos (litt. dictionnaire des aztèquismes), dans lequel il définit le tololoche de la manière suivante « Nom que les Indiens ont donné à l'instrument de musique nommé contrabasse quand ils virent ses formes rondes, et qu'elle ressemblait à une sphéroÎde irrégulier. », le faisant dériver des mots, en langue Nahuatl, « Tololo Tic », qu'il interprétait comme « rond ou sphérique ».
L'explication de Robelo a du mal à s'imposer, car dès cette époque, les botanistes utilisent le mot « tololonchi » pour désigner les fruits, de forme sphérique, de diverses espèces de Passiflora bryonioides (en), une variété de Passiflore, qui poussent dans les États mexicains de Sonora, Chihuahua, Sinaloa et Guanajuato, et aux États-Unis dans l'État d'Arizona.
Le mot « tololoche » pose toujours problème aux historiens et aux étudiants de l'histoire de la musique mexicaine. Il trouve son origine dans la nomenclature des instruments du vice-royaume de Nouvelle-Espagne, qui, encore qu'elle a été dérivée de la terminologie espagnole des XVIe et XVIIe siècles, fait souvent référence aux instruments de musique d'une manière différente des habitudes européennes de la même époque.

## Origines et usage
Dès le milieu du XVIIIe siècle, on voit apparaître dans les représentations picturales et sculptées des cérémonies religieuses, et des fêtes publiques ou privées, un cordophone de grande taille, doté de trois cordes frottées, que les archives du chapitre de la Cathédrale métropolitaine de Mexico décrivent comme une contrebasse (en espagnol : « contrabajo  » ou « contrabaxo » ), parce qu'accordée à l'octave basse de la basse vocale. Dès la même époque, on voit apparaître dans les archives des chapitres cathédraux de Morelia et d'Oaxaca de Juárez le terme « tololoche », et dans les archives du chapitre de la cathédrale de Durango le terme « toroloche ». Vers la fin du siècle, les termes « tololoche » et « contrabajo » sont interchageables un peu partout, encore que personne n'a jamais établi une cartographie exhaustive de l'usage de ces mots. Il est difficile néanmoins de savoir si le tololoche était une variante locale de l'instrument européen, si le nom s'appliquait à des contrebasses fabriquées au Mexique ou si c'était simplement le nom populaire de la contrebasse au Mexique.
Le tololoche des origines était une invention du musicien yucatèque Juan Tolvaños-Ferráez, qui a fabriqué, vers 1863, un violoncelle-guitare à quatre cordes dont le manche était divisé par sept frettes, et dont on pinçait les cordes. Cet instrument était en quelque sorte un hybride entre le violoncelle et le guitarrón, plus petit que le tololoche actuel . Les autres musiciens, pour s'en moquer, ont alors appelé, par dérision, cet instrument « tolo loch », de : tolo (taureau ,) et loch (embrasser), qui est devenu avec le temps « tololoche »,.
Dans la période contemporaine, toute contrebasse utilisée dans la musique régionale mexicaine tend à être appelée « tololoche ». Dans certaines parties des États de Jalisco et de Michoacán, enfin, le guitarrón des mariachis est incorrectement appelé tololoche.

## Chansons célèbres dédiées à l'instrument
- Óscar Chávez a interprété « El Tololoche [12] », la chanson écrite et composée par Salvador Flores Rivera (es) à la gloire de cet instrument[13] et qui contient notamment les vers suivants.

« Dijo: ¡chispas, qué grandote violinsote,

de seguro algún gigante lo tocó!,

sin saber que había encontrado el tololoche

que marcaba todo ritmo a la canción.
Il dit, ça étincelle, quel grand violon,

Un géant certainement en a joué !

Sans savoir qu'il avait trouvé le tololoche

Qui donnait tout son rythme à la chanson. »

— Chava Flores.

## Autres usage du nom

### Aéronautique
Le « Tololoche » était le surnom donné au « Quetzalcoatl », un avion, nomenclaturé « 3-E-130 », conçu par l'ingénieur Ángel Lascurain y Osio (es) et produit par la société Talleres Nacionales de Construcciones Aeronáuticas (es) qui effectue son premier vol le 7 mars 1923. Cet avion,
équipé d'un moteur Le Rhône, produit en France, volait à une vitesse moyenne de 133 km/h et pouvait monter jusqu'à 10 000 m d'altitude.
En 1924, pendant la répression la rébellion conduite par Adolfo de la Huerta contre le président Álvaro Obregón et son successeur Plutarco Elías Calles, une bombe explosa à bord d'un « Tololoche » et tue ses occupants. L'accident conduit le général Ralph O'Neill (es) à remettre en cause les qualités techniques de l'appareil. Tous les avions de la série « Tololoche/Quetzalcoatl », sauf un, sont retirés du service, démantelés et leurs moteurs sont remployés sur d'autres appareils,. En 1927, l'aviateur Emilio Carranza (es), surnommé le « Lindbergh de Mexico », retape, aidé par son fils Sébastien, le dernier « Tololoche/Quetzalcoatl » existant. Le 2 septembre 1927, il effectue avec celui-ci un vol sans escale, d'une durée de onze heures, sur une distance d'un peu moins de 1 800 km, entre Mexico et Ciudad Juárez,.